# What's My Name (Ringo Starr)
| Recensione    | Giudizio |
| ------------- | -------- |
| AllMusic      |          |
| NME           |          |
| spettakolo.it | 6.5/10   |

What's My Name è il ventesimo album in studio del musicista britannico Ringo Starr, pubblicato nel 2019. L'album è stato nuovamente registrato a Roccabella West, lo studio di casa di Ringo, e presenta collaborazioni con Joe Walsh, Benmont Tench, Edgar Winter, Steve Lukather, Richard Page e Warren Ham. Include anche una cover di Grow Old with Me di John Lennon, in cui Starr ha invitato Paul McCartney a cantare e suonare il basso, e una versione solista di Starr di Money (That's What I Want), una canzone della Motown precedentemente registrata dai Beatles.

## Tracce
1. Gotta Get Up to Get Down – 4:20 (Richard Starkey, Joe Walsh)
2. It's Not Love That You Want – 3:34 (Starkey, Dave Stewart)
3. Grow Old with Me – 3:18 (John Lennon)
4. Magic – 4:09 (Starkey, Steve Lukather)
5. Money (That's What I Want) – 2:56 (Janie Bradford, Berry Gordy)
6. Better Days – 2:49 (Sam Hollander)
7. Life Is Good – 3:11 (Starkey, Gary Burr)
8. Thank God for Music – 3:38 (Starkey, Grant Michaels, Hollander)
9. Send Love Spread Peace – 2:58 (Starkey, Gary Nicholson)
10. What's My Name – 3:45 (Colin Hay)